# ماتا كرني
ماتا كرني (بالسنسكريتية: करणी माता)، هي إلهة القوة والنصر الهندوسية التي توصف بأنها حكيمة محاربة عاشت بين القرنين الرابع عشر والسادس عشر في غرب راجستان. وهي الإله الوصائي لآل راجبوت وشارانس في شمال غرب الهند. وبصفتها ساغا، تُعبد أيضًا باعتبارها تجسيدًا لهينجلاج أو دورجا.